# Estación de Wädenswil
La estación de Wädenswil es la principal estación ferroviaria de la comuna suiza de Wädenswil, en el Cantón de Zúrich.

## Historia y ubicación
La estación se encuentra ubicada en el noreste del núcleo urbano de Wädenswil. Fue inaugurada en 1875 con la apertura de la línea férrea que recorre la margen izquierda del Lago de Zúrich, Zúrich - Pfäffikon SZ - Ziegelbrücke/Näfels-Mollis por parte del Schweizerischen Nordostbahn (NOB), a la que se sumó en 1877 la línea Wädenswil – Einsiedeln por parte del Wädenswil–Einsiedeln-Bahn, que posteriormente sería absorbido por  Schweizerischen Südostbahn (SÖB). Cuenta con dos andenes, uno central y otro lateral, a los que acceden tres vías pasantes, a las que hay que sumar otra vía pasante, y varias vías muertas.
En términos ferroviarios, la estación se sitúa en la línea Zúrich - Pfäffikon SZ - Ziegelbrücke, conocida como la línea de la margen izquierda del Lago de Zúrich, y en la línea Wädenswil – Einsiedeln. Sus dependencias ferroviarias colaterales son la estación de Au hacia Zúrich y la Estación de Richterswil en dirección Ziegelbrücke, así como la estación de Burghalden hacia Einsiedeln.

## Servicios ferroviarios
Los servicios ferroviarios de esta estación están prestados por SBB-CFF-FFS y por SÖB:

### Larga distancia
- EC Hamburgo - Bremen - Dortmund - Düsseldorf - Colonia - Mannheim - Karlsruhe - Friburgo de Brisgovia - Basilea-SBB - Zúrich - Thalwil - Wädenswil - Pfäffikon SZ - Ziegelbrücke - Sargans - Chur.
- EC Bruselas Sur - Luxemburgo - Metz - Estrasburgo - Mulhouse - Basilea-SBB - Zúrich - Thalwil - Wädenswil - Pfäffikon SZ - Ziegelbrücke - Sargans - Chur.
- IR Basilea-SBB - Liestal - Sissach - Aarau - Lenzburg - Zúrich - Thalwil - Wädenswil - Pfäffikon - Ziegelbrücke - Sargans - Chur.

### S-Bahn Zúrich
La estación está integrada dentro de la red de trenes de cercanías S-Bahn Zúrich, y en la que efectúan parada los trenes de varias líneas pertenecientes a S-Bahn Zúrich:
- S 2 Effretikon – Zúrich Aeropuerto – Zúrich HB – Pfäffikon SZ – Ziegelbrücke
- S 8 Weinfelden – Winterthur – Wallisellen – Zúrich HB – Thalwil – Pfäffikon SZ
- S 13 Wädenswil – Samstagern – Einsiedeln .Operado por SÖB.
- S 25 Zúrich HB – Pfäffikon SZ – Ziegelbrücke – Glaris – Schwanden - Linthal
- S N8 Zúrich HB – Pfäffikon SZ – Lachen